# 近藤智美
近藤 智美（こんどう ともみ、1988年6月20日 - ）は北海道江別市出身のモデル。2014 Miss Tourism World 世界大会に出場しグランプリを受賞した。

## 来歴
2歳から短大を卒業する20歳まで地元北海道江別市で体操競技人生を歩み、インターハイ・国体をはじめ数々の全国大会に出場する。 引退後は体操の先生として、子供たちへ体操の楽しさを伝える。同時進行としてモデル活動も始め、札幌コレクションなどファッションショー出演や 2012ミス・ユニバース北海道代表として日本大会に出場するなど数々のミスコンテストにも出場しファイナリストとして活躍。 2013年10月に上京をし、現在は東京を拠点に幅広く活動。 
2014 Miss Tourism World 世界大会でグランプリを受賞。 
現在は、モデル・イベントの司会・講演会などの活動に加え、スポーツインストラクター、ウォーキング指導など指導者としても活動の場を広げている。

## 経歴・受賞歴
- 2012ミス・ユニバース 北海道大会グランプリ 日本最終選考 TOP5・特別賞受賞
- 2013ミス・インターナショナル 日本最終選考会 ファイナリスト
- 2013ミス・ワールド 日本最終選考会 ファイナリスト
- 2014 Miss Tourism World[1] 日本最終選考会グランプリ受賞（日本代表）
- 2014 Miss Tourism World 世界大会 in Venezuela グランプリ受賞

## 出演
- 札幌コレクション出演
- 毎日モードコレクション出演
- 雑誌ポロコ（北海道限定雑誌）
- ペッパーランチCM
- ストレッチ冊子等
- テレビ番組出演
  - 鉄道模型の世界へようこそ（#1, #2）（鉄道チャンネル）
  - 近藤智美の冬の網走流氷物語号の旅（鉄道チャンネル）
  - 「美女鉄」近藤智美 川越を行く（#1, #2）（鉄道チャンネル）
  - 大人の鉄道美学(鉄道チャンネル)
    - #11 えちごトキめきリゾート雪月花の旅
    - #13 炭鉱町の風情を残す平成筑豊鉄道の旅

## 体操競技歴
- 高校総体北海道大会 団体・個人総合３連覇
- インターハイ３年連続出場
- 国民体育大会６年連続出場（中学３年生～短大２年）

## 資格
- 保健体育教諭免許
- 体操競技審判員免許

## 趣味／特技
- ゴルフ
- スポーツ鑑賞
- 逆立ち
- ウォーキング
- 鉄道ファンでもある。